# アイドル・ミラクルバイブルシリーズ
『アイドル・ミラクルバイブルシリーズ』（通称：ミラバイ）は、1970～1980年代のレア女性アイドルのコレクションCDの統一名称。

## 解説
- 2003年12月、ソニー・ミュージックダイレクト（現：ソニー・ミュージックレーベルズ）、東芝EMI（現：ユニバーサル ミュージックLLC）、コロムビアミュージックエンタテインメント（現：日本コロムビア）の3社合同企画としてスタートした。発売記念イベントを新宿タワーレコードで伊藤智恵理、我妻佳代、辻沢杏子をゲストに迎え実施。
- 2005年1月、キングレコードが参加。
- 2008年からは、ソニー・ミュージックショップ[1]内のオーダーメイド・ファクトリーで、予約販売方式で1970～1980年代の超レア女性アイドルのシングルAB面を完全収録コンピ企画として再スタート。
- 派生シリーズとして「アクトレス・ミラクルバイブル」「ボーイズ・ミラクルバイブル」「アクター・ミラクルバイブルシリーズ」もある。
- 価格（消費税別）は、2003年～2005年は、1枚が2,381円、2枚組は3,333円。2008年以降は、1枚が3,000円で統一されている（2014年現在）。
- 長い間、CD化されることのなかった楽曲の初CD化が多数実現している。2008年以降のシリーズはほぼ全曲初CD化である。

## カタログ

### 2003年12月3日
1970～1980年代のレア女性アイドルベスト（市販）をソニー・ミュージックダイレクト、東芝EMI、コロムビアミュージックエンタテインメントの3社合同企画でスタート。
ソニー・ミュージックダイレクト
- アイドル・ミラクルバイブルシリーズ　小沢なつき（2003年12月3日）
- アイドル・ミラクルバイブルシリーズ　伊藤智恵理（2003年12月3日）
- アイドル・ミラクルバイブルシリーズ　伊藤美紀（2003年12月3日）
- アイドル・ミラクルバイブルシリーズ　我妻佳代（2003年12月3日）
- アイドル・ミラクルバイブルシリーズ　優雅（2003年12月3日）
- アイドル・ミラクルバイブルシリーズ　松本典子（2003年12月3日）

東芝EMI
- アイドル・ミラクルバイブルシリーズ　つちやかおり（2003年12月3日）
- アイドル・ミラクルバイブルシリーズ　パティ（2003年12月3日）
- アイドル・ミラクルバイブルシリーズ　石坂智子（2003年12月3日）
- アイドル・ミラクルバイブルシリーズ　ヘレン笹野（2003年12月3日）
- アイドル・ミラクルバイブルシリーズ　辻沢杏子（2003年12月3日）
- アイドル・ミラクルバイブルシリーズ　相川恵里（2003年12月3日）

コロムビアミュージックエンタテインメント
- アイドル・ミラクルバイブルシリーズ　高見知佳（2003年12月3日）
- アイドル・ミラクルバイブルシリーズ　原真祐美（2003年12月3日）
- アイドル・ミラクルバイブルシリーズ　志村香（2003年12月3日）
- アイドル・ミラクルバイブルシリーズ　守谷香（2003年12月3日）

### 2004年12月1日
第2弾
ソニー・ミュージックダイレクト
- アイドル・ミラクルバイブルシリーズ　伊藤麻衣子（2004年12月1日）
- アイドル・ミラクルバイブルシリーズ　沢田富美子・佐東由梨・沢田玉恵（2004年12月1日）
- アイドル・ミラクルバイブルシリーズ　本田理沙（2004年12月1日）
- アイドル・ミラクルバイブルシリーズ　兵藤まこ・小森まなみ・速水昌未・江崎まり（2004年12月1日）
- アイドル・ミラクルバイブルシリーズ　アイドル・クリスマス（2004年11月17日）

東芝EMI
- アイドル・ミラクルバイブルシリーズ　本田美奈子　BOX（2004年12月15日）

コロムビアミュージックエンタテインメント
- アイドル・ミラクルバイブルシリーズ　伊藤かずえ（2004年12月1日）
- アイドル・ミラクルバイブルシリーズ　島田奈美（2004年12月1日）
- アイドル・ミラクルバイブルシリーズ　比企理恵（2004年12月1日）
- アイドル・ミラクルバイブルシリーズ　渡辺典子（2004年12月1日）

### 2005年11月30日
第3弾
ソニー・ミュージックダイレクト
- アイドル・ミラクルバイブルシリーズ　相楽晴子（2005年11月30日）
- アイドル・ミラクルバイブルシリーズ　高橋美枝・渡辺千秋・村田恵里（2005年11月30日）
- アイドル・ミラクルバイブルシリーズ　中山忍（2005年11月30日）
- アイドル・ミラクルバイブルシリーズ　宍戸留美（2005年11月30日）
- アイドル・ミラクルバイブルシリーズ　Qlair Archives（2005年11月30日）※Qlair（クレア）のベスト・アルバム

コロムビアミュージックエンタテインメント
- アイドル・ミラクルバイブルシリーズ　国実百合（2005年12月21日）
- アイドル・ミラクルバイブルシリーズ　河上幸恵＆若林加奈（2005年12月21日）
- アイドル・ミラクルバイブルシリーズ　コロムビア・アイドル・アーカイブス ～女の子編 VOL.1（2005年12月21日）

キングレコード
- アイドル・ミラクルバイブルシリーズ　岩井小百合　DREAM BOX（2005年12月21日）

### 2008年3月11日 -
1970～1980年代のレア女性アイドルのシングルAB面を完全収録コンピレーション・アルバム企画として再スタート（ソニー・ミュージックショップのみでの販売）。
1. アイドル・ミラクルバイブルシリーズ　808182 Girls　中山圭子・嵯峨聖子・川田あつ子・百瀬まなみ（2008年3月11日）
2. アイドル・ミラクルバイブルシリーズ　818283 Girls　和泉友子・大森有里子・ナンシー・ルー・菊地陽子（2008年7月8日）
3. アイドル・ミラクルバイブルシリーズ　80～86 Girls　高橋沙羅・ティナ・グレース・天馬ルミ子・川原理加・森村聡美・中林由香（2009年1月20日）
4. アイドル・ミラクルバイブルシリーズ　73～76 Girls　鮎川由美・石井まゆみ・池田ひろ子・景山美紀（2009年3月7日）
5. アイドル・ミラクルバイブルシリーズ　ガール・グループ　ミルク・レインドロップス・アイリーン&エリカ・シーエックス・ICHIGOちゃん・セブンティーン・クラブ（2009年5月26日）
6. アイドル・ミラクルバイブルシリーズ　75・76 Girls　青木美冴・秋本圭子・有吉ジュン（2010年4月30日）
7. アイドル・ミラクルバイブルシリーズ　85～87 Girls　古沢みづき・中沢初絵・山口かおり・秋山絵美（2010年11月17日）
8. アイドル・ミラクルバイブルシリーズ　80～85 Girls　中川みどり・矢野良子・沢田純・高野サヨ子・水谷圭（2011年1月11日）
9. アイドル・ミラクルバイブルシリーズ　ガール・グループ 2　ラブリーズ・ザ・チェリーズ・ドレミファン・Z（2011年8月26日）
10. アイドル・ミラクルバイブルシリーズ　87・88 Girls　統乃さゆみ・大東恵・小林彩子（2011年9月11日）
11. アイドル・ミラクルバイブルシリーズ　69～71 Girls　中島まゆこ・北野ルミ（2013年4月8日）
12. アイドル・ミラクルバイブルシリーズ　77・78 Girls　久木田美弥・小山セリノ・久我直子（2013年6月30日）
13. アイドル・ミラクルバイブルシリーズ　77～79 Girls　園田ことり・西かおり・西村まゆ子・朝風まり・菅沢恵子（2013年9月6日）
14. アイドル・ミラクルバイブルシリーズ　ガール・グループ 3　コスモス・ルリーズ・ビッキーズ・クイーン・エンジェルス・ニュー・ホリデー・ガールズ（2014年1月11日）
15. アイドル・ミラクルバイブルシリーズ　72～75 Girls　里美ゆり・竹野美千代・東登紀子・ニュー・キラーズ（2015年1月14日）
16. アイドル？ミラクルバイブルシリーズ　6869 Girls　浅尾千亜紀・藤真弓・伊藤愛子・有沢とも子・はつみかんな・木下由美（2015年6月10日）
17. アイドル？ミラクルバイブルシリーズ　6970 Girls　藤田とし子・冴草まなみ・ランプバーン・ウッド・ペッカー・ザ・フォーク・アイズ（2015年12月21日）

## 派生シリーズ
ソニー・ミュージックショップのみでの販売。
- アクトレス・ミラクルバイブル　夏目雅子・早乙女愛・池上季実子・真行寺君枝・古手川祐子（2008年7月29日）
- アクトレス・ミラクルバイブル　新藤恵美・林マキ・高沢順子（2012年4月1日）
- アクトレス・ミラクルバイブル　鶴間エリ・朝加真由美・熊谷美由紀・白坂紀子・中島はるみ（2015年1月14日）
- ボーイズ・ミラクルバイブル　フラッシュ・未都由・水谷大輔（2012年6月10日）
- アクター・ミラクルバイブルシリーズ　渡辺裕之・新藤栄作・四方堂亘・黒田アーサー・保阪尚輝（2014年3月5日）